# Lenochod dvouprstý
Lenochod dvouprstý (Choloepus didactylus) je velký savec a zřejmě nejznámější zástupce své čeledi lenochodovití dvouprstí (Choloepodidae), který je nejčastěji chován v zajetí. Obývá území Venezuely, severní Brazílie, Guyanu, Surinamu a Francouzské Guyany. Je příbuzný k mravenečníku velkému. Má 6 obratlů. Jednou za týden se vzbudí.

## Popis

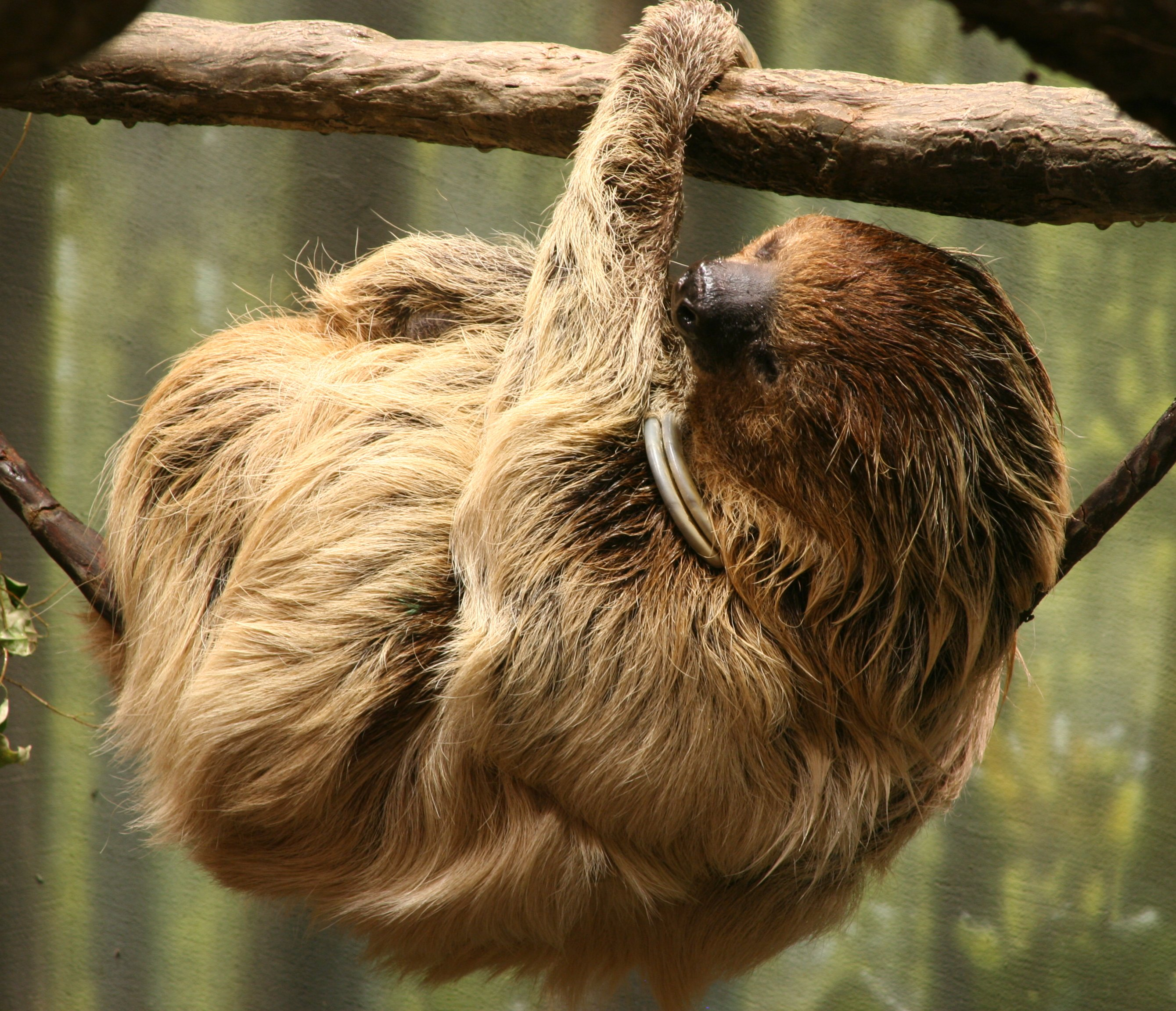

Lenochodi dvouprstí mají dlouhou a hustou hnědavou srst, která roste opačným směrem, než je obvyklé. To je chrání před deštěm, protože voda může stékat směrem od břicha ke hřbetu a následně na zem, takže se srst nepromočí. Srst mají v přírodě zelenavou, což však není způsobené barvivem srsti, ale zelenými řasami, které lenochodům rostou na povrchu ve zvláštních žlábkách a poskytují jim tím ochranné zbarvení. V zoologických zahradách však toto zbarvení nalezneme jen zřídka, jelikož jsou řasy velmi citlivé na vlhkost vzduchu a rostou jen v takové vlhkosti, jaká je v pralese. Srst lenochoda se však stává domovem i hmyzu, např. motýlců.[zdroj?] Jeho tělo dorůstá na délku přibližně 60 až 64 cm a jeho hmotnost se pohybuje kolem 6–8 kg.
Lenochodi mají dlouhé končetiny s dvěma (na předních končetinách) a třemi (na zadních končetinách) zahnutými drápy, které slouží jako háčky při zavěšování na stromech. Lenochodi dvouprstí nemají ocas, který ve vývoji pomalu zcela zakrněl.
Lenochodi mají celkem dvacet zubů. Zuby jsou zajímavé i tím, že nejsou potaženy sklovinou, ale řídkou a pórovitou zubovinou, do které pronikají šťávy z potravy. Důsledkem toho získávají zuby tmavohnědou barvu. Lenochodi mají v poměru ke svému tělu obrovský žaludek, který – pokud je naplněný – může zabírat i celou břišní dutinu. Žaludek je rozdělen na tři oddíly a jeden slepý výběžek. Těžce stravitelnou stravu tráví pomocí zvláštních bakterií a prvoků. Lenochod dvouprstý se vyprazdňuje zhruba jednou za deset dní, ale přílišnou výjimkou není ani vyprazdňování jednou za třicet dní. Mají také proměnlivou teplotu těla, která během dne může kolísat mezi 27 až 35 °C. Při velkém kolísání teploty upadají do strnulosti, která se na první pohled podobá zimnímu spánku.

## Způsob života
Spatřit lenochoda dvouprstého v přírodě je velice obtížné, jelikož žije nehybně v hustých spletích větví a listů v deštných pralesích. Lenochodi se dostali do všeobecného povědomí především kvůli své „lenosti“. Lenochod však není jen pomalé zvíře a v korunách stromů může zdolat i větší vzdálenosti rychlostí přes 3 km/hod.
Většinu svého života tráví zavěšeni na stromech, což jim umožňují jejich silné končetiny. Na zem slézají jen v případě, pokud na předešlém stromě spásali všechno listí nebo se jdou vyprázdnit a to vždy na stejné místo. Na zemi je však lenochod zcela bezmocný a pohybuje se jen na břiše plazivými pohyby, jelikož se nedokáže ani postavit na nohy. Proto se stává snadnou kořistí nejrůznějších šelem jako je například ocelot. Odtrhnout a natožpak ulovit lenochoda na stromě je značně obtížné. I přesto mu ve spletích větví hrozí nebezpečí, zvláště ze strany orlů, především harpyje pralesní a orla chocholatého, před kterými se lenochod brání svými ostrými drápy, které mohou způsobit vážná zranění nebo dravce dokonce zabít.
Lenochod je aktivní převážně v noci. Zvířata nemají nijak zvláště vyvinutý zrak a proto se při hledání potravy, jež sestává především z listí, ale i větviček a plodů; zřídkakdy i z drobných obojživelníků nebo plazů. Spoléhá na skvěle vyvinutý hmat a sluch. Čich nemají lenochodi nijak zvláště vyvinutý a řídí se jím jen zřídka. Jak dokázaly pokusy v přírodě, mohou lenochodi podobně jako netopýři slyšet tóny mnohem vyšší, než dokáže člověk. I přesto, že byli do poslední doby považováni za němé tvory, vydávají lenochodi zvláštní zvuky, které lidské ucho nedokáže zachytit. K životu na stromech je opravdu skvěle přizpůsoben. Nejenom, že zde hledá potravu, přespává, ale také se zde stará o mláďata. Držet se celé hodiny za čtyři končetiny na stromech vyžaduje opravdovou sílu v končetinách, která lenochodům skutečně nechybí, a kterou způsobují jeho zvláště vyvinuté svaly, kde se každá krevní cévka rozděluje v síť drobných cévek, a tak svalům roznáší krví výživu a kyslík v každé poloze. Zajímavostí je i to, že lenochod umí skvěle plavat a často se neostýchá pustit se do širokých jihoamerických řek.
Lenochodi dvouprstí žijí až na období rozmnožování samotářským životem. Když následuje doba rozmnožování, začnou samci vydávat zvláštní, vysoké a lidským uchem neslyšitelné zvuky, kterými lákají samice. Samice je březí 240–325 dnů. a poté rodí ve větvích stromů jediné mládě, které se svými drápy celý následující rok pevně drží na břiše své matky. Mláďata se nejprve od matky liší zbarvením – mají výrazně tmavší srst.

## Lenochod dvouprstý v zoologických zahradách
Lenochod dvouprstý se v České republice chová celkem ve čtyřech zoologických zahradách:
- ZOO Jihlava
- ZOO Olomouc
- ZOO Ústí nad Labem
- ZOO Zlín

Na Slovensku je chován v Zoo Bojnice a Zoo Bratislava.

## Galerie

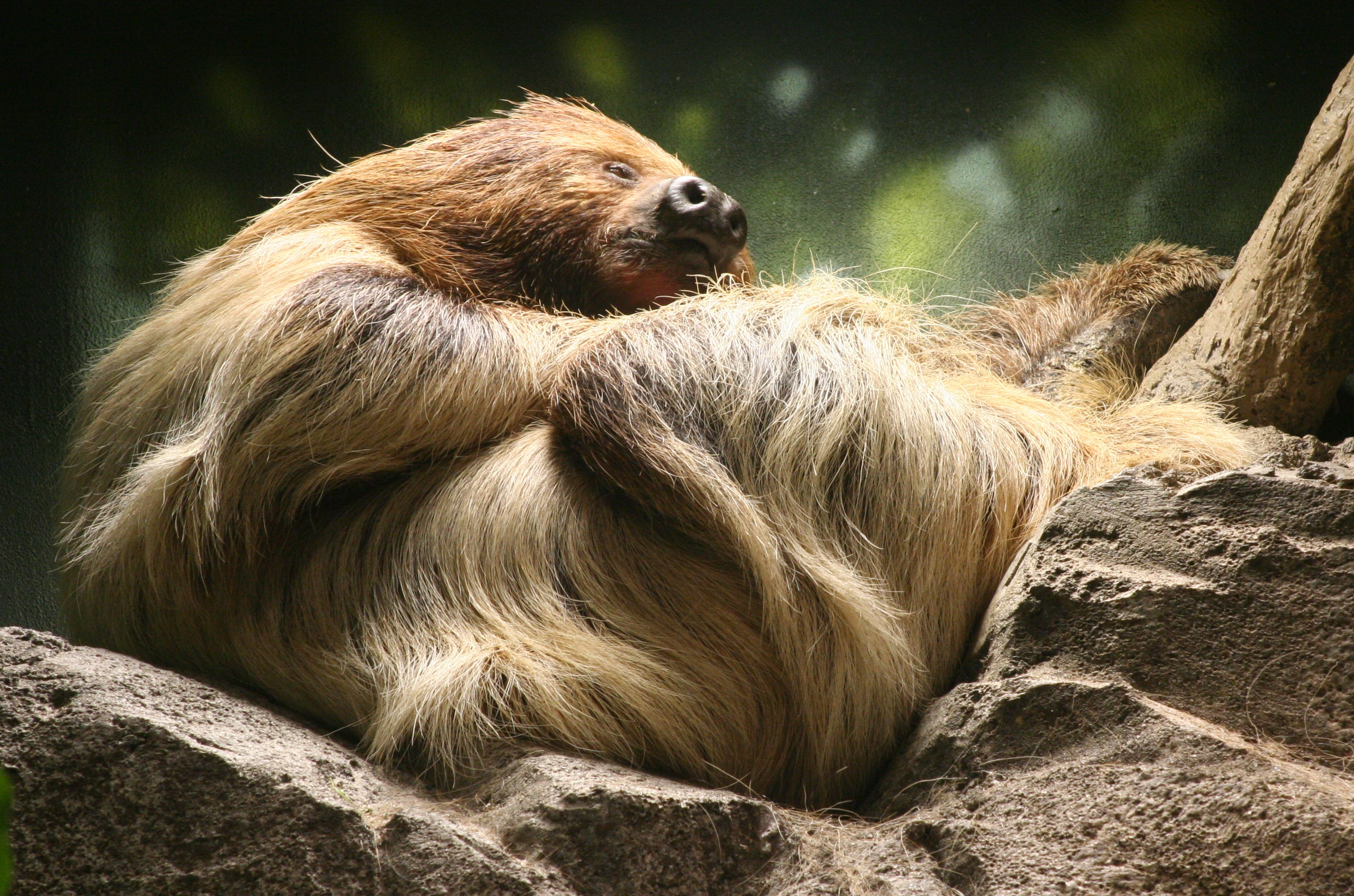
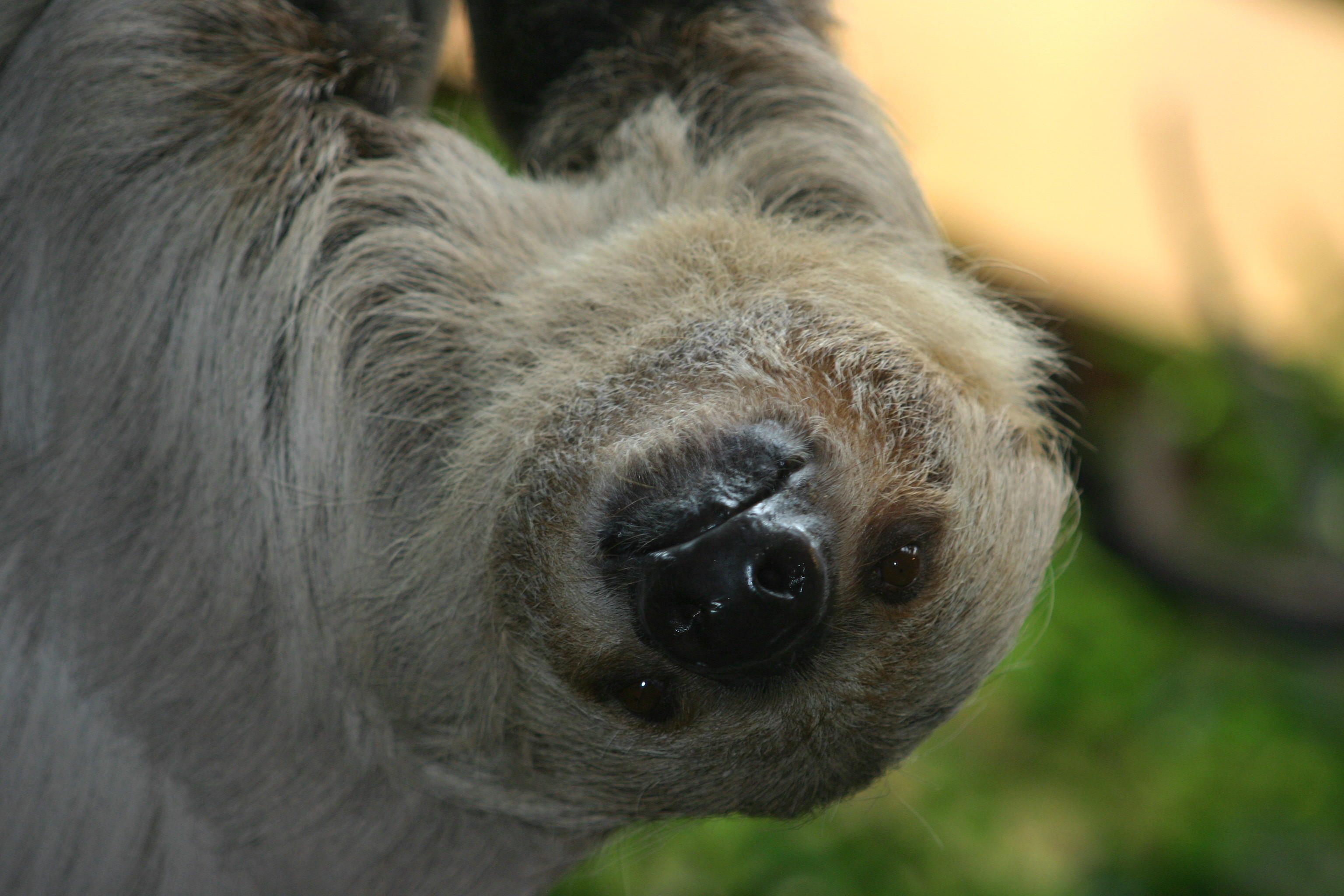
Detail hlavy
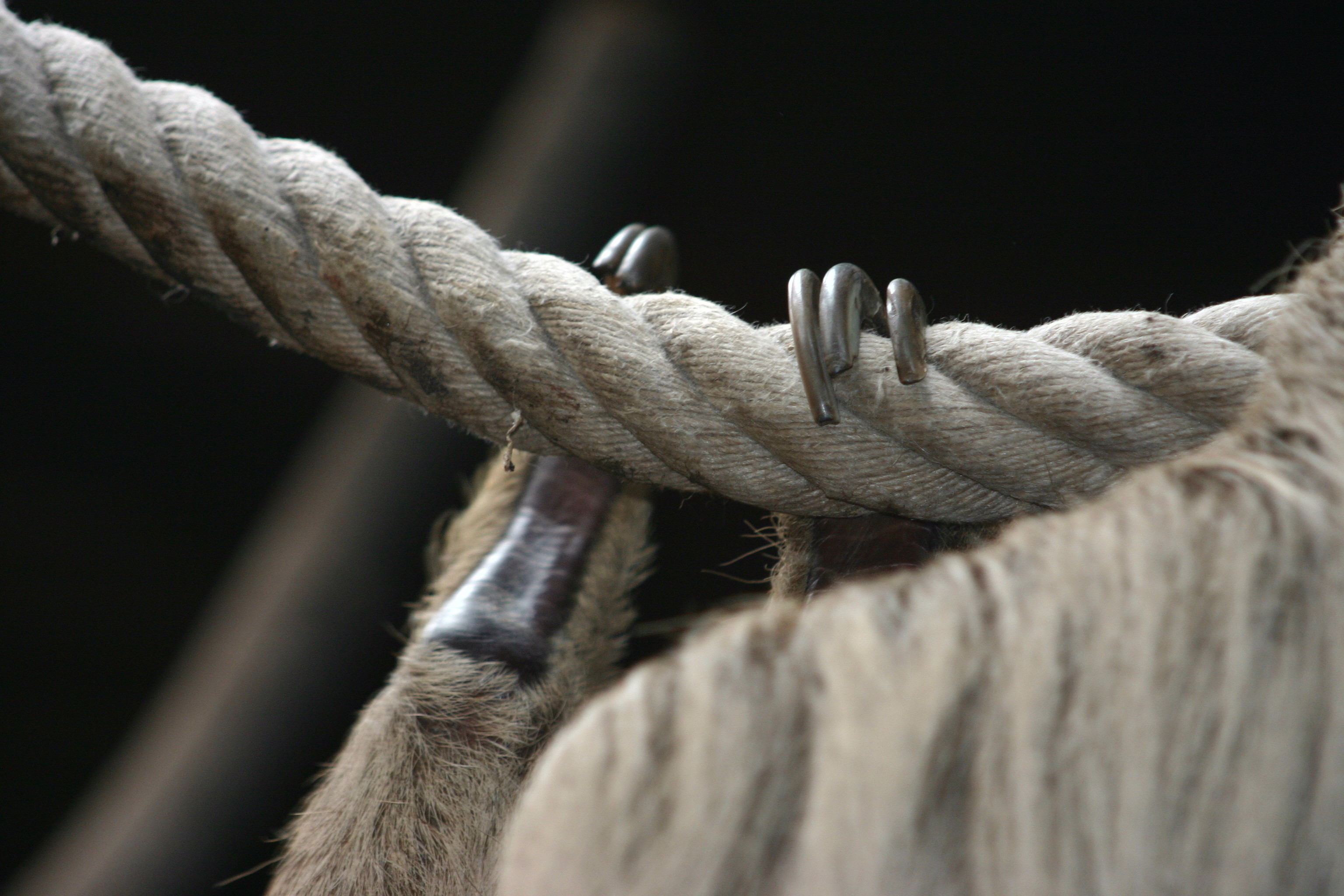
Detail konce zadní i přední končetiny
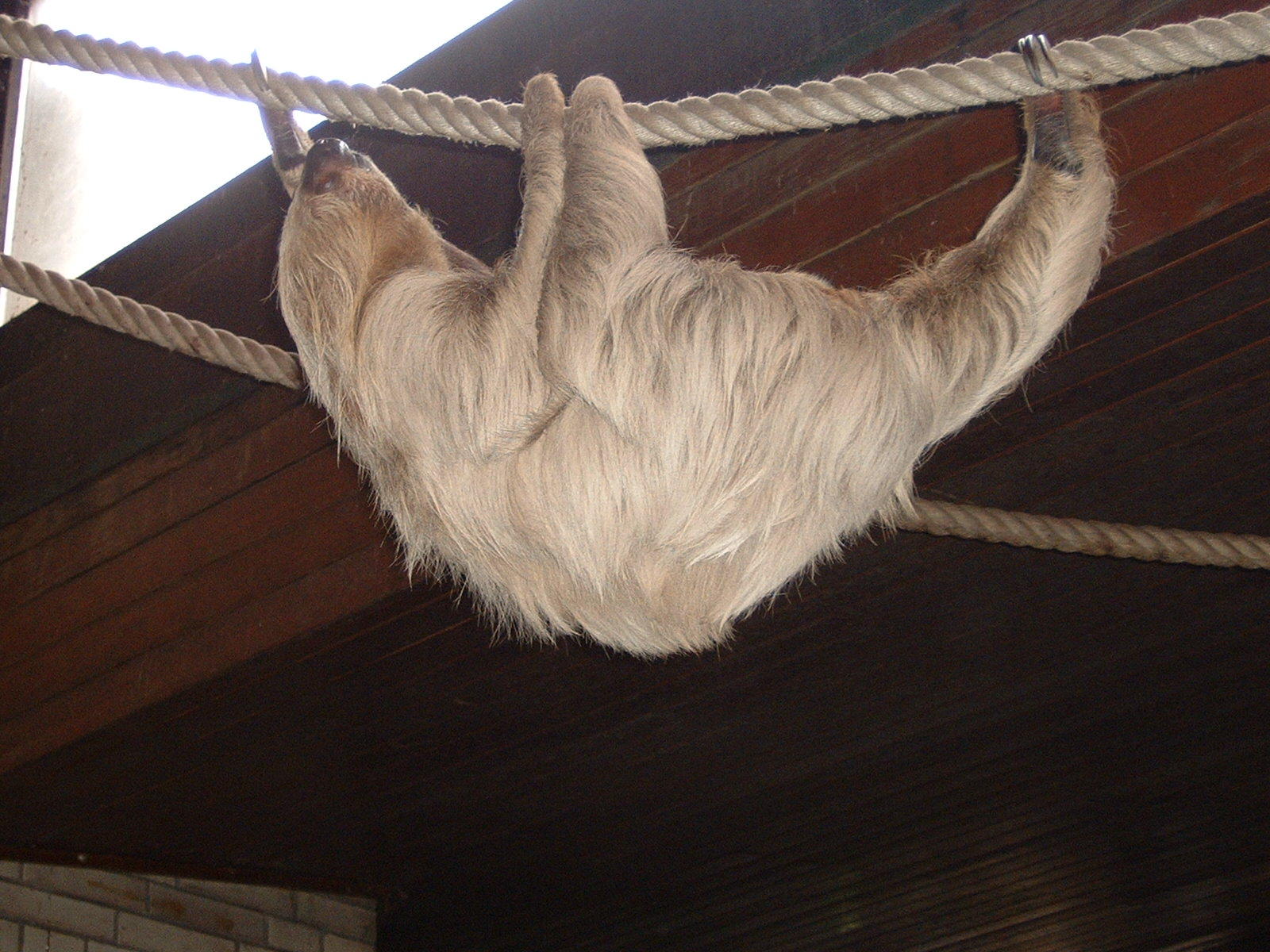
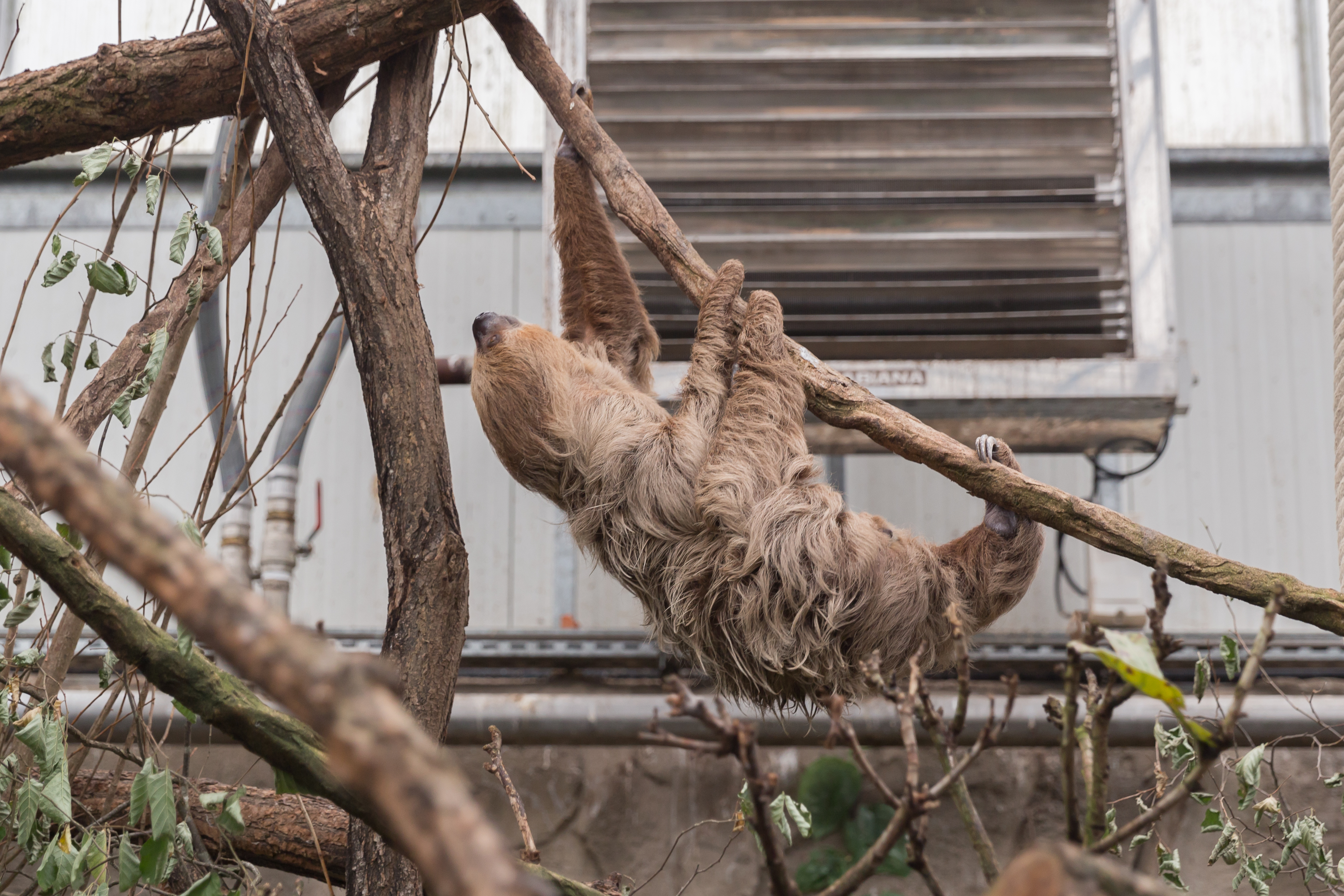